# Rune Almén
Rune Almén (* 20. října 1952, Trollhättan, Västra Götaland) je bývalý švédský atlet, jehož specializací byl skok do výšky.
V roce 1970 obsadil na juniorském mistrovství Evropy v Paříži dvanácté místo, když překonal 198 cm. Titul získal Jiří Palkovský, který skočil o dvacet centimetrů výše. Na halovém ME v Göteborgu 1974 skončil na sedmém místě.
O rok později se stal vítězem třineckého halového mítinku Beskydská laťka a vybojoval bronzovou medaili na halovém ME v polských Katovicích. Zlatou medaili zde tehdy získal československý výškař Vladimír Malý.
V roce 1976 reprezentoval na letních olympijských hrách v Montrealu, kde obsadil ve finále výkonem 218 cm desáté místo. O rok později skončil na halovém ME v San Sebastiánu těsně pod stupni vítězů, čtvrtý.